# Španjola
Městská pevnost Španjola (Tvrđava Španjola(chorvatsky) nebo Fortica z italského fortezza) byla spolu s městskými hradbami vojenskou ochranou města a přístavu Hvar. Nachází se na kopci nad přístavem ve výšce přibližně 110 metrů nad mořem. Od 20. století je jednou z turisticky oblíbených památek města Hvar.

## Historie
Nejstarší stopy po opevnění jsou z první poloviny 1. století před naším letopočtem, kdy přístav využívali Ilyrové. Na sklonku starověku zde stála byzantská pevnost, kterou začal pravděpodobně budovat císař Justinián. Stopy tohoto opevnění jsou zřejmé na jižní straně pevnosti.
Pevnost v současné podobě začali budovat Benátčané v roce 1282. Stavba trvala mnoho let a byla financována také městem Hvar. Ve 14. století se na stavbě pevnosti podíleli španějští stavitelé. To je patrně důvodem, proč se pevnosti říká Španjola. Podle nápisu nad jižní branou do pevnosti byla dokončena v roce 1551.
Dne 19. srpna 1571 zaútočilo na přístav vojsko Osmanské říše Přístav a město bylo vypleněno, ale obyvatelstvo se zachránilo v pevnosti, která dobyta nebyla.
Dne 1. října 1579 o půl čtvrté ráno uhodil do skladu střelného prachu v pevnosti blesk. Následoval výbuch, který zničil pevnost i část města pod ní. V průběhu následujících století byla postupně opravována a upravována, naposledy v letech 1775-1776 za vlády císařovny Marie Terezie, kdy zde sídlila rakouská vojenská posádka.
V roce 1811 během okupace napoleonskými vojsky byla výše na severovýchod zbudována modernější pevnost Napoleon ve výšce 227 metrů nad mořem. Ve druhé polovině 19. století ztratil přístav svou vojenskou strategickou významnost a pevnost byla opuštěna. V roce 1925 byla pevnost při příležitosti návštěvy krále Alexandra přejmenována na Aleksandrovac.
V současnosti je z ní jedna z turisticky oblíbených památek, neboť z pevnosti je výhled na město a přístav Hvar a na Paklené ostrovy. Uvnitř se nachází sbírka amfor.

## Okolí
Na jižním svahu mezi pevností a městem byl ve dvacátých letech vybudován park středomořské flóry. Popudem k jeho založení byla návštěva jugoslávského krále Alexandra I. na ostrově v roce 1925. Po králi byl park rovněž pojmenován (Park kralja Aleksandra). Dnes nese název Park Dr. Josipa Avelinja na počest chorvatského podnikatele v turistickém ruchu, který se o zbudování parku zasloužil. V parku rostou pinie, cypřiše, olivovníky, medvědice, šalvěj, máta, levandule, smil (Helichrysum). Dále zde najdeme různé druhy kaktusů, agáve, palm, mimóz, citrusů a bugenvilií.
Západně od pevnosti stojí kostel Panny Marie (Crkva Gospe od Kruvenice)

## Zajímavosti
Silueta pevnosti je součástí znaku města Hvar.

## Galerie

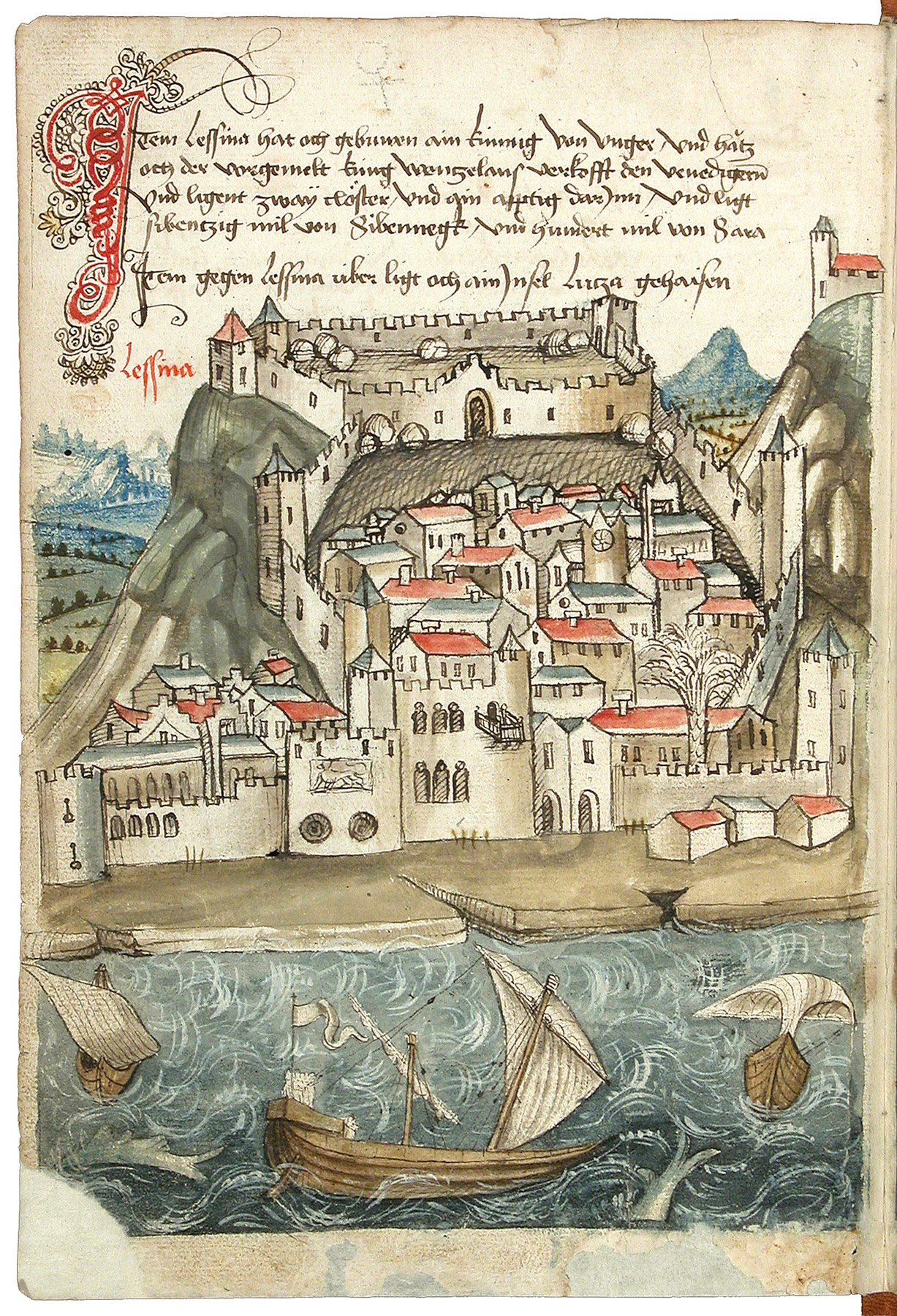
Kolorovaná kresba přístavu a pevnosti Hvar z knihy Konráda von Grünenberg Beschreibung der Reise von Konstanz nach Jerusalem z roku 1487, list 12v - 030
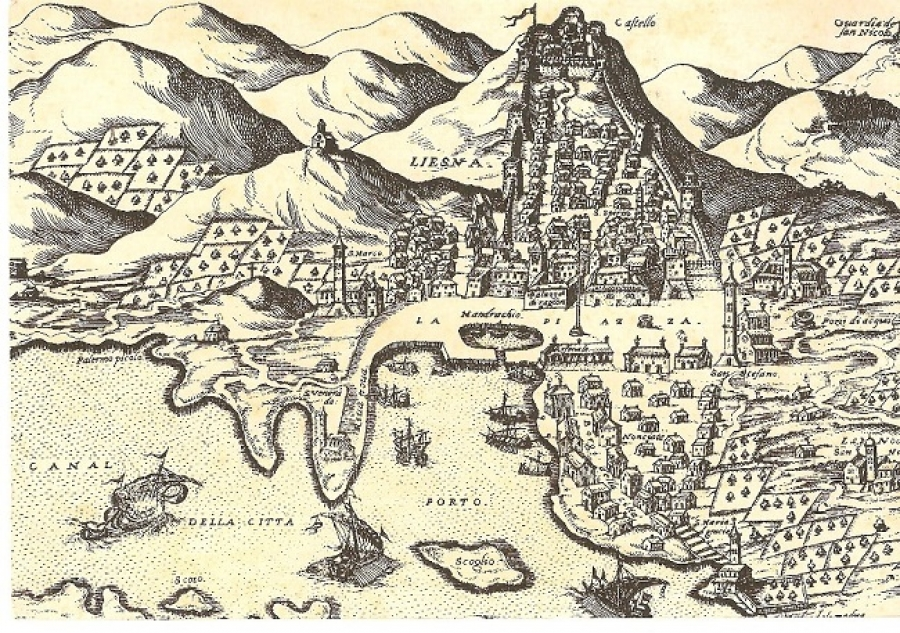
Giovanni Francesco Camotio: pohled na město Hvar a pevnost Španjola v roce 1571.
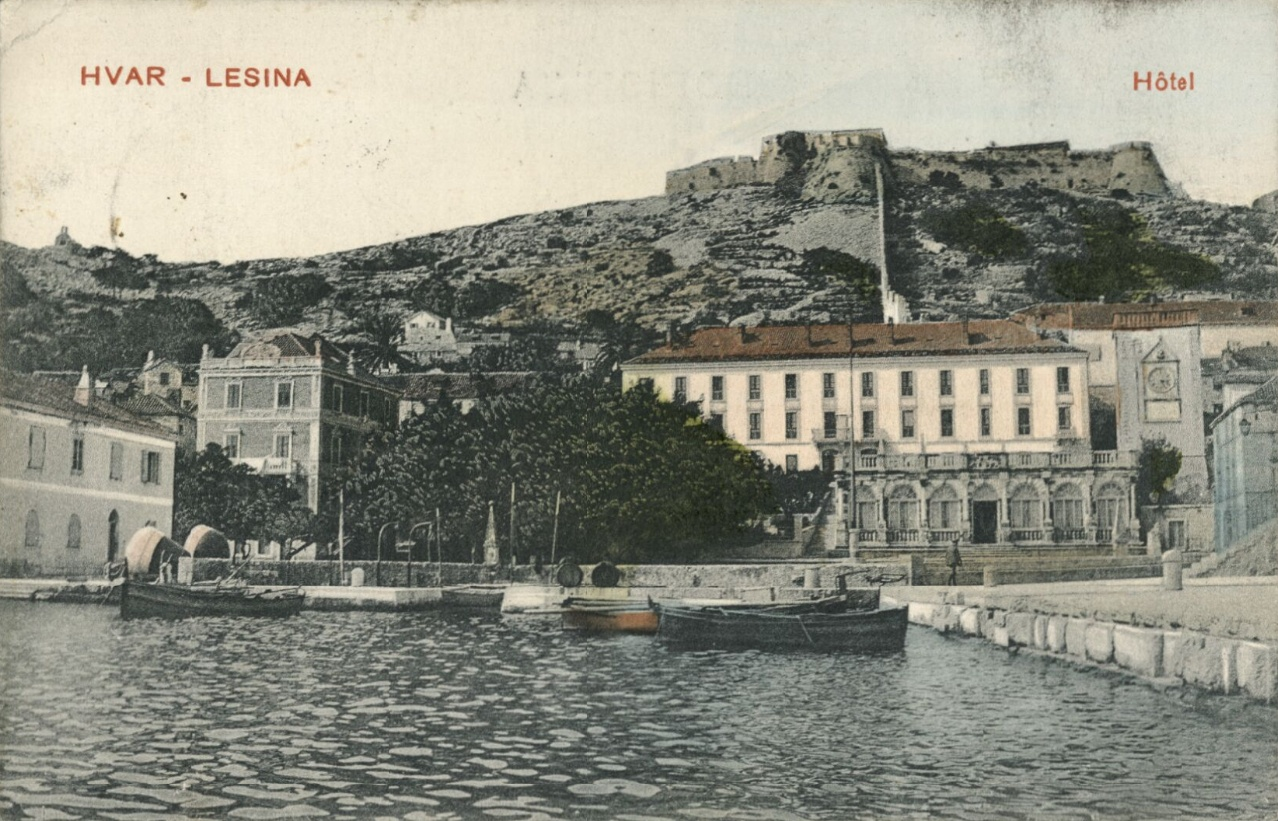
Pohled na pevnost z přístavu v roce 1912
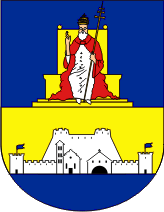
Znak města Hvar se siluetou pevnosti.
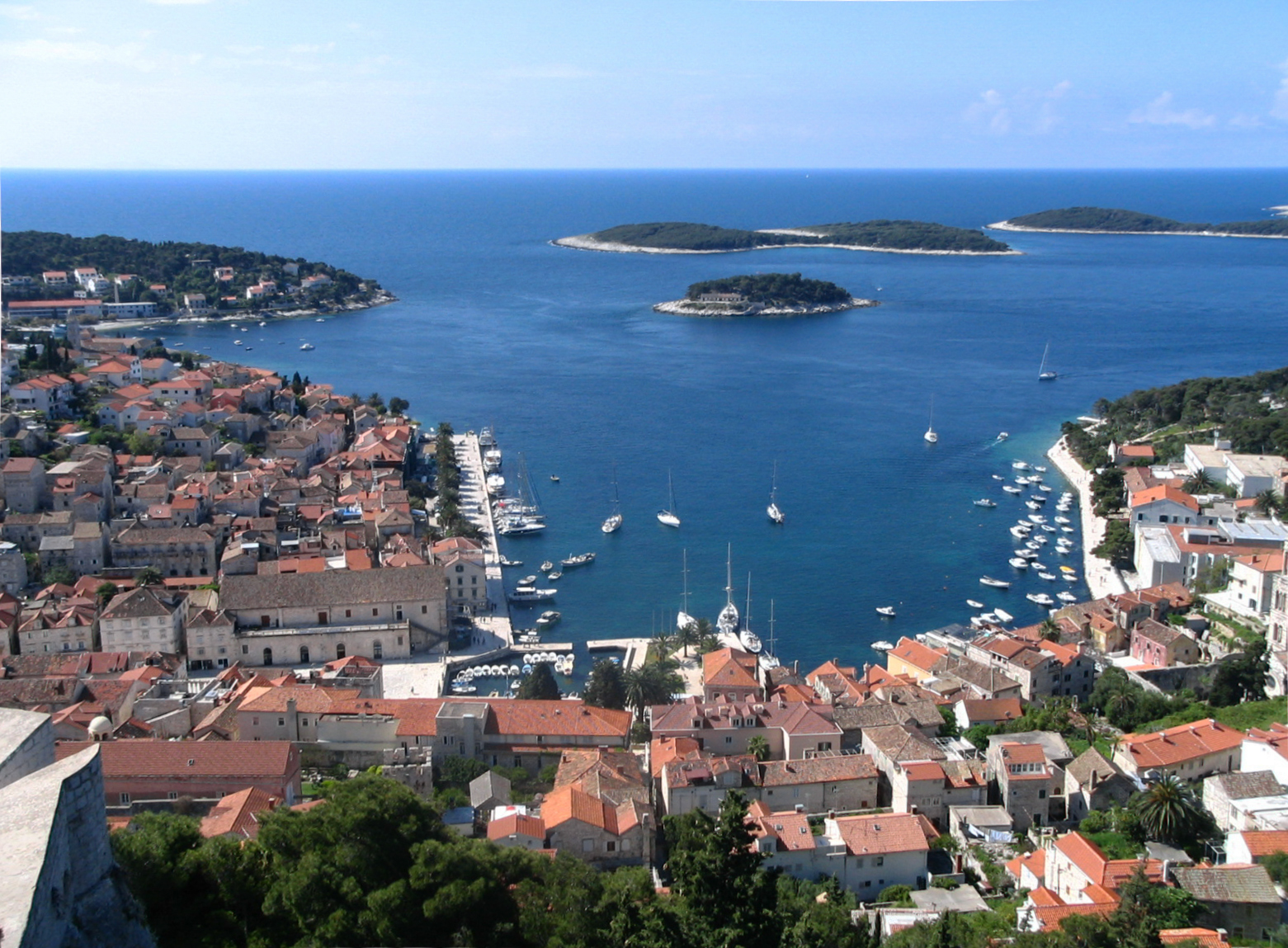
Pohled z pevnosti na přístav.